# کومارنو (ناحیه کرومیریژ)
کومارنو (به چکی: Komárno) یک منطقهٔ مسکونی در جمهوری چک است که در ناحیه کرومیریژ واقع شده‌است. کومارنو ۱٫۹۷ کیلومتر مربع مساحت و ۲۹۸ نفر جمعیت دارد و ۳۶۸ متر بالاتر از سطح دریا واقع شده‌است.